# Sigéric
Pour les articles homonymes, voir Sigeric.
Sigéric, mort en septembre 415 en Gaule, est un aristocrate wisigoth, roi des Wisigoths en 415.

## Biographie
Sigéric est le frère de Sarus, général romain proche de Stilicon, régent de 395 à 408 de l'Empire d'Occident sous le règne d'Honorius (395-423).
En septembre 415, Sigéric est porté à la tête des Wisigoths par la faction hostile au roi Athaulf, mort assassiné à Barcelone, où les Wisigoths se sont réfugiés après le blocage des ports par les Romains de Constance.
Brutal et violemment anti-romain, Sigéric élimine les six enfants d'Athaulf et traite indignement la veuve d'Athaulf, Galla Placidia, sœur d'Honorius.
Mais Sigéric est lui-même assassiné après sept jours de règne au nom de la faide (vendetta germanique). Wallia, un parent d'Athaulf, lui succède alors.